# Palau Episcopal de la Seu d'Urgell
El Palau Episcopal de la Seu d'Urgell és la seu del Bisbat d'Urgell i, per tant, residència oficial del copríncep d'Andorra. Situada al pati del Palau, darrere el carrer dels Canonges, a la Seu d'Urgell (Alt Urgell).
Es troba a l'est de la ciutat damunt una terrassa del riu Segre, a prop de la Catedral d'Urgell, el Museu Diocesà d'Urgell, l'església de Sant Miquel i al costat dels antics jutjats. L'última restauració i ampliació entre el 1973 i el 1975 per iniciativa del bisbe Joan Martí i Alanis, es va dur a terme amb motiu d'instal·lar-hi les oficines del bisbat, la Delegació Permanent d'Andorra i l'Arxiu Episcopal. Entre 1995 i 1998 es va reformar el saló del Tron i les dependències annexes.

## Història

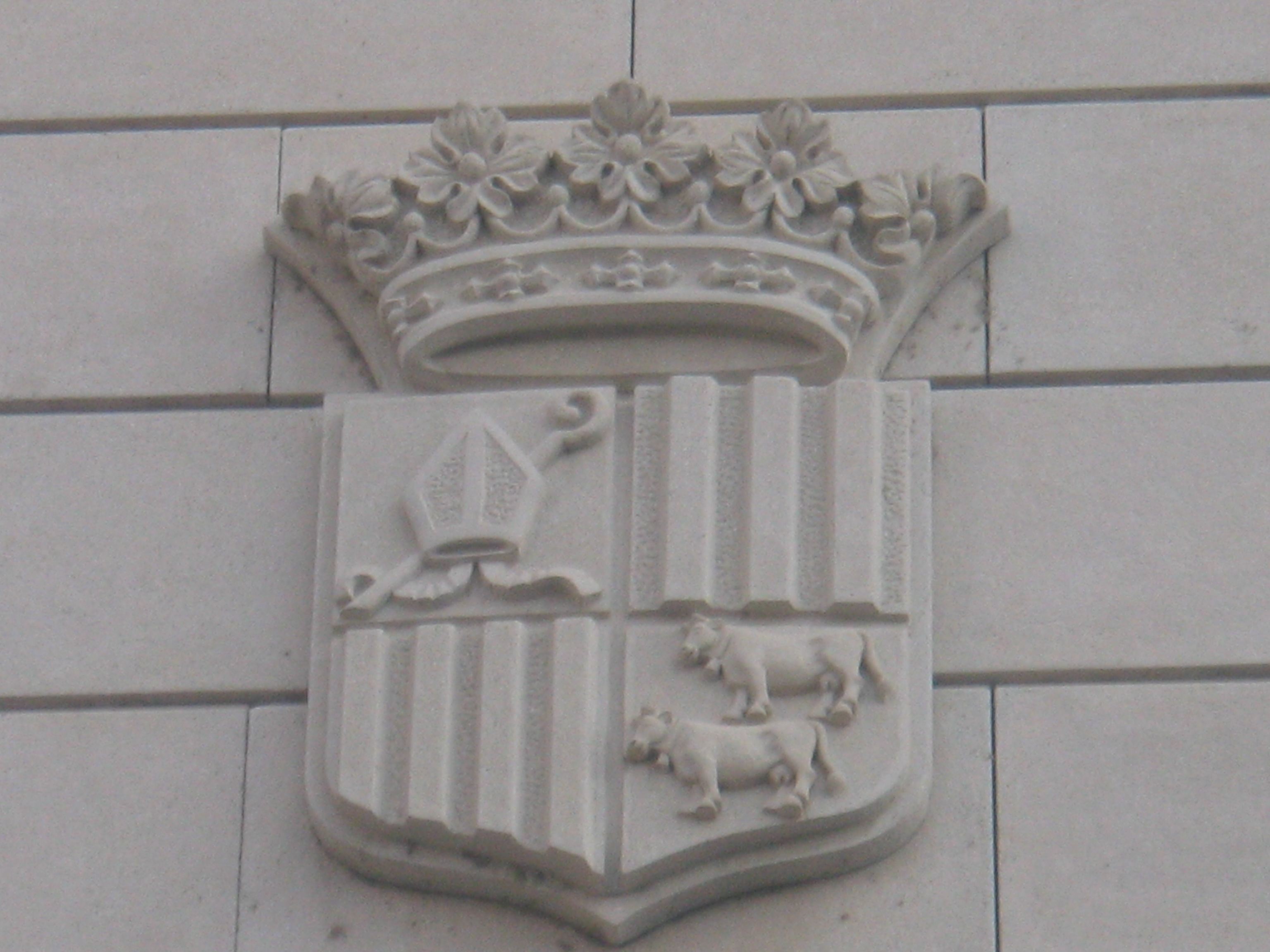
Escut d'Andorra a la façana del Palau.

Antic en els seus orígens, reformat a la primera del segle xv i refet a la segona meitat del segle xix per decisió dels bisbes Caixal i Casañas per l'arquitecte Calixte Freixa. Ha estat restaurat i ampliat entre el 1973 i el 1975 per iniciativa del prelat Joan Martí i Alanis. La restauració i ampliació de la catedral d'Urgell va ésser promoguda per Ot, bisbe i futur sant; la catedral és la mateixa actual, que fou acabada el 1182. La darrera dècada d'aqueixa centúria, la Seu sofrí l'embat de les forces del comte de Foix i d'Arnau de Castellbò, les quals, en penetrar-hi, cometeren excessos, així com damnificaren la comarca. En altra ocasió, el 1396, el comte Mateu de Foix aconseguí apoderar-se de la Seu d'Urgell i la incendià i devastà. Són, els referits, no més que uns dels diversos episodis bèl·lics soferts per la Seu. Un autor ha escrit que pot dir-se que tots els moviments bèl·lics han tingut ressò en la Seu d'Urgell des de les guerres de Joan II fins a la de Successió.

## Descripció
És un ampli edifici de tres pisos, que conserva a la façana principal finestres gòtiques, especialment treballades les del segons pis.

## Mare de Déu dels Dolors
La capella de la Mare de Déu dels Dolors, possiblement del segle xvi, era un magatzem on es guardaven els grups processionals de Setmana Santa. La construcció està adossada al Palau Episcopal. Està coberta amb volta de creueria. L'exterior era totalment arrebossat.
Des del 2014, la seu dels Arxius del Bisbat d'Urgell Arxivat 2019-11-07 a Wayback Machine. està situada a l'edifici conegut com l'església dels Dolors de la Seu d'Urgell, al carrer Parc del Cadí, darrere de la Catedral de Santa Maria d'Urgell. L'edifici, bastit al costat del Palau Episcopal, és de planta rectangular i datat en el segle xvi, tot i que ha sofert diferents modificacions des d'aleshores.